# Dmîtrivka, Velîka Pîsarivka
Dmîtrivka (în ucraineană Дмитрівка) este localitatea de reședință a comunei Dmîtrivka din raionul Velîka Pîsarivka, regiunea Sumî, Ucraina.

## Demografie
Componența lingvistică a localității Dmîtrivka
     Ucraineană (93,58%)
     Rusă (5,87%)
Conform recensământului din 2001, majoritatea populației localității Dmîtrivka era vorbitoare de ucraineană (93,58%), existând în minoritate și vorbitori de rusă (5,87%).